# Robert Alford
Pour les articles homonymes, voir Alford.
(en) Statistiques sur pro-football-reference
Robert Alford, né le 1er novembre 1988 à Hammond, Louisiane, est un joueur américain de football américain évoluant au poste de cornerback.

## Carrière professionnelle

### Falcons d'Atlanta
Robert Alford est sélectionné au deuxième tour de la draft 2013 de la NFL par les Falcons d'Atlanta. Il joue toutes les rencontres de sa première saison en National Football League finissant sa saison débutant avec 40 plaquages, 2 interceptions et un fumble forcé.
En 2014, Alford commence dix rencontres, réussissant 36 plaquages, trois interceptions et 11 passes déviées avant d'être placé sur la liste des blessés le 14 décembre 2014. En 2015, Alford retourne une interception pour un touchdown de 59 yards.
Le 8 décembre 2016, Alford signe un contrat de 38 millions de dollars avec les Falcons pour une durée de 4 saisons allant jusqu'en 2020. Lors du Super Bowl LI, Alford intercepte une passe de Tom Brady et la retourne pour un touchdown. Les Falcons perdent en prolongation sur le score de 34 à 28.